# Moria (Středozem)

Kladivo a kovadlina pod korunou se sedmi hvězdami. Znak Durinova lidu, jímž byla označena Západní brána Morie.

Moria je staré trpasličí město rozkládající se pod Mlžnými horami, které se nachází ve fiktivním světě anglického spisovatele J. R. R. Tolkiena. Město se objevuje v Tolkienově románu Pán prstenů, v Silmarillionu, Nedokončených příbězích a v dílech vydaných z pozůstalosti, která popisují, jak Tolkien svou mytologii tvořil.
Původní trpasličí sídlo nazývané Khazad-dûm založil nejstarší z trpasličích otců, Durin Nesmrtelný. Trpaslíci město obývali až do probuzení Morgothova démona balroga. Poté, co trpaslíci museli Khazad-dûm opustit, město zpustlo a bylo známo jako Moria. Trpaslíci se několikrát neúspěšně pokusili slávu svého prastarého města obnovit. Při své cestě do Mordoru procházelo Doly Morie také Společenstvo Prstenu.

## Název

vlajka moria

Původně se město nazývalo Trpasluj, v trpasličí řeči Khazad-dûm, v elfštině Hadhodrond. Výraz Khazad-dûm je složen z výrazů Khazad tedy vlastního označení trpaslíků a dûm, jež patrně představuje trpasličí výraz pro síně, sídla či výkopy. Název Moria nebo též Doly Morie znamenající „Černá propast“ nebo „Černá jáma“ (sindarsky mor – černý, iâ – jáma) místo získalo až poté, co z něj byli trpaslíci vyhnáni.

## Popis
Doly Morie se nacházely zhruba ve středu pásu Mlžných hor táhnoucích se Středozemí od severu k jihu. Obrovské síně Khazad-dûm byly stejně jako mnohá další starobylá trpasličí města vyhloubeny hluboko v zemi pod nejvyššími štíty Mlžných hor Caradhrasem, Celebdilem a Fanuidholem. Na vrcholku hor se k nebi tyčila Durinova věž.
Na východní i západní straně hor do města ústily dvě pevné brány. Na Západní bráně bylo v sindarštině elfským písmem tengwar napsáno:
Ennyn Durin Aran Moria: pedo mellon a minno.
Im Narvi hain echant: Celebrimbor o Eregion teithant i thiw hin.
To v překladu znamená:
Dveře Durina, Pána Morie. Ať řekne přítel a vstoupí.
Já, Narvi, jsem je vyrobil, Celebrimbor z Cesmínie nakreslil tyto znaky.
Tento nápis byl zhotoven z materiálu zvaného ithildin, neboli hvězdoluna, který vynalezl nejspíš už samotný Fëanor a jeho
neobvyklou vlastností bylo to, že ve světle hvězd nebo měsíce zářil jasným světlem. Západní bránu Khazad-dûm s Eregionem spojovala ve druhém věku silnice.
V dobách největší slávy byly síně Khazad-dûm plné bohatství a pod horami se těžil velice vzácný kov mithril. Po vyhnání
trpaslíků však město zpustlo, začali v něm žít zlí tvorové a stalo se z něj nebezpečné místo.

## Role v příběhu

### Založení města
Zakladatelem Khazad-dûm byl Durin, nejstarší ze sedmi trpasličích praotců a vůdce nejznámějšího trpasličí čeledi Dlouhovousáčů, kterého stvořil samotný Vala Aulë. Po probuzení trpaslíků vybudoval Durin své síně v jeskyních nad jezerem Kheled-zâram, nacházejícím se na východní straně Mlžných hor. Pro svůj dlouhý věk byl Durin přezdívám Nesmrtelný. Do konce třetího věku vládlo v Trpasluji dalších pět králů stejného jména. Po rozboření Thangorodrim a porážce Morgotha na konci prvního věku se většina trpaslíků ze zaniklých měst Belegost a Nogrod přestěhovala z Ered Luin právě do Khazad-dûm. Tím význam, moc i bohatství města velice vzrostly.

### Druhý věk
Během druhého věku se na západ od Morie, v oblasti zvané Eregion, usídlili Noldor, kteří si říkali Gwaith-i-Mírdain, národ kovářů. Jejich vůdcem byl Fëanorův vnuk Celebrimbor. Mezi elfy a trpaslíky panoval čilý obchodní ruch, z nějž měly obě strany velký prospěch.
Elfští kováři oklamaní Sauronem však v Eregionu ukovali Prsteny moci, přičemž jeden z prstenů obdržel také tehdejší vládce Trpasluje Durin III. Když elfové odhalili pravé Sauronovy záměry a jeho totožnost, svedl s nimi Temný pán krvavou válku, během níž Eregion a velké části Eriadoru zcela zpustly. Brány Khazad-dûm se před tímto nebezpečím roku 1697 uzavřely. Tamní trpaslíci tak žili bez kontaktu se zbytkem Středozemě a bohatství Khazad-dûm rostlo, přestože tam vlastního lidu začalo ubývat.

### Třetí věk

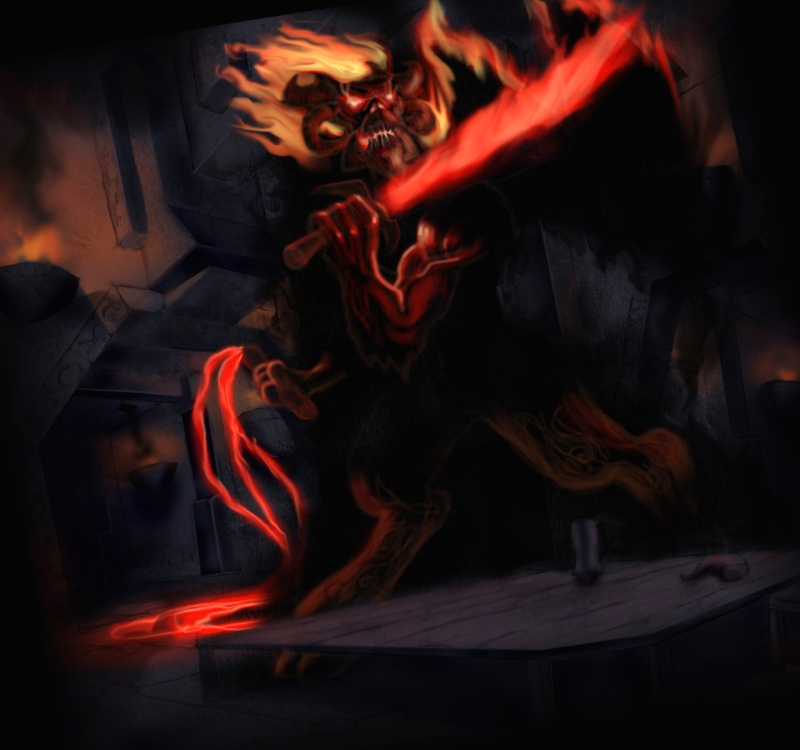
Morijský balrog známý jako Durinova zhouba

Trpaslíci, v nichž Sauronův prsten probouzel touhu po dalším bohatství, dolovali hluboko pod kořeny Mlžných hor. Roku 1980 třetího věku však při těžbě v jedné z bohatých žil mithrilu nechtěně probudili zlého démona, balroga, který se pod horami ukryl po pádu prvního Temného pána Morgotha. V boji s nestvůrou padli král Durin VI. i jeho syn Náin I. Přeživší trpaslíci byli ze svého domova nuceni uprchnout a místo tehdy získalo název Moria. Od vyhnání trpaslíků zde žily Sauronovy stvůry a z Morie se stalo obávané místo.
V roce 2790 třetího věku se starý dědic Durinova trůnu Thrór pouze v doprovodu svého přítele Nára rozhodl znovu vstoupit do sídla svých předků. Sám vešel do Dolů Morie otevřenou východní branou. Nár, který čekal venku, poté viděl, jak morijští skřeti vyhodili ven tělo usmrceného trpaslíka. Na Thrórově useknuté hlavě bylo vypáleno jméno skřetího vůdce Azoga. Nár zprávu o této pohaně donesl Thrórovu synu Thráinovi, který se velice rozlítil nad otcovou smrtí a svolal všechny trpasličí bojovníky, aby se pomstil. Tak vypukla válka trpaslíků a skřetů, která vyvrcholila bitvou před východní branou Morie v roce 2799. V bitvě v Azanulbizaru padli Thráinův bratranec Náin i vůdce skřetů Azog. Skřeti byli rozdrceni, avšak trpaslíci ztratili příliš mnoho mužů. V Morii se navíc nadále skrýval balrog a ne všechny trpasličí rody měly zájem na jejím obsazení. Proto se trpaslíci po vítězné bitvě rozešli do svých domovů a Moria zůstala nadále pustá.
Další pokus o znovuosídlení Morie podnikli trpaslíci z Ereboru v letech 2989 až 2994. Ani tato výprava vedená Balinem však neuspěla a všichni trpaslíci byli postupně pobiti skřety.
Na své cestě procházelo Doly Morie rovněž devítičlenné Společenstvo Prstenu. Aragorn, Boromir, Legolas, Gimli, Pipin, Frodo, Smíšek a Sam vedení čarodějem Gandalfem však dlouho nemohli projít západní bránou, neboť neznali heslo. Nakonec si Gandalf uvědomil, že nápis špatně přeložili. Heslem bylo právě slovo přítel, sindarsky mellon. Výprava při průchodu městem objevila Balinův náhrobek a deník jeho výpravy. Došlo také k boji se skřety a balrogem. Při souboji na můstku padl Gandalf společně s nestvůrou do hlubin. Zbytku společenstva se pak z Morie podařilo uniknout.
Po svržení Saurona a konci třetího věku byla Morie očištěna od zla a na trůn nastoupil dědic trůnu Durin VII.

## Adaptace
Ve filmu Pán prstenů: Společenstvo Prstenu režiséra Petera Jacksona byl vzhled Morie inspirován především ilustracemi, jež vytvořil ilustrátor Alan Lee.
Bitva v Azanulbizaru, jež se odehrála před východní branou Morie, je zobrazena v Jacksonově filmu Hobit: Neočekávaná cesta.
Píseň Moria inspirovaná Tolkienovým dílem je rovněž součástí alba Unholy Cross, jež v roce 2011 vydala švédská heavy metalová kapela Bloodbound.